# جوشوا فراي
جوشوا فراي (بالإنجليزية: Joshua Fry)‏ هو مغامر وجندي وعالم رسم الخرائط وسياسي أمريكي، ولد في 1699، وتوفي في 1754.